# Muzeum Aut Zabytkowych w Mścicach
Muzeum Aut Zabytkowych w Mścicach – prywatne muzeum położone w Mścicach (powiat koszaliński), znajdujące się na terenie Hotelu Verde. 
Muzeum otwarto w 2012 roku. W skład ekspozycji wchodzą następujące samochody osobowe:
- samochody przedwojenne:
  - Citroën ac4 (1929)
  - Adler Primus Cabrio (1932)
  - Lanchester (1938)
  - Opel Olympia (1938)
  - Fiat NSU 500 (1939)
- samochody powojenne (1945-1970)
  - Mercedes-Benz, modele: 170d (1951), 220A Cabrio (1953), 190SL (1957, 1958, 1959, 1962), 220S Ponton (1958), 300SE (1967)
  - MG, modele: TF (1954) i MGA Cabrio (1958)
  - Citroën BL 11 (1954)
  - Renault Dauphine (1962)
  - Jaguar XK z lat 1956, 1958 i 1959
  - Austin-Healey BJ8 (1956)
  - Alfa Romeo (1968)

W muzeum istnieje możliwość wynajęcia oraz zakupu niektórych eksponatów.
Muzeum jest obiektem całorocznym, wstęp jest płatny.